# The Song Remains the Same

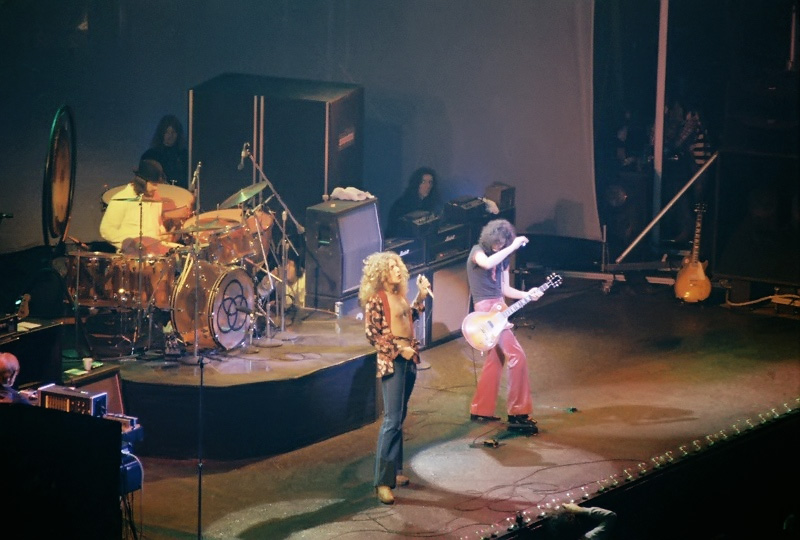
Led Zeppelin en vivo en Chicago, enero 1975

«The Song Remains the Same» (La canción sigue siendo la misma) es una canción del grupo británico de rock Led Zeppelin, que abre el álbum Houses of the Holy, lanzado en 1973

## Información general
La canción cuenta con varias pistas de guitarra, tocadas por Jimmy Page en su Gibson EDS-1275 de doble mástil; en un principio iba a ser una canción instrumental y se llamaría "The Overture", pero el cantante Robert Plant añadió la letra y se conocía temporalmente con "The Campaign".
La letra es un homenaje a la música del mundo, y un recuerdo de los viajes y experiencias del grupo a lo largo de sus giras. La primera presentación de la canción fue en el Tour Japonés de 1972, y Plant la nombró como "Zep" en un concierto en Tokio, después de ahí la presentaron como "The Song Remains the Same". Durante sus presentaciones en vivo, al tocar esta canción anexaban al final el intro de The Rain Song, y así seguía toda la canción. El tema tuvo bastante éxito y esto animó a la banda para titular del mismo modo su única película, que contenía el concierto en el Madison Square Garden, de Nueva York, en 1973, considerado por algunos como uno de los mejores conciertos de Led Zeppelin. Obviamente, el título también se le dio a la banda sonora de la película. En la película, esta canción aparece formando parte de la secuencia de fantasía de Robert Plant.

## Personal
- John Bonham - Batería
- John Paul Jones - Bajo
- Jimmy Page - Guitarra
- Robert Plant - Voz

- Datos: Q152753